# Brannay
Brannay ist eine französische Gemeinde mit 778 Einwohnern (Stand 1. Januar 2022) im Département Yonne in der Region Bourgogne-Franche-Comté (vor 2016 Bourgogne). Brannay gehört zum Arrondissement Sens und zum Kanton Gâtinais en Bourgogne.

## Geographie
Brannay liegt etwa 16 Kilometer westnordwestlich des Stadtzentrums von Sens. Umgeben wird Brannay von den Nachbargemeinden Lixy im Norden und Westen, Saint-Sérotin im Osten und Nordosten, Villebougis im Süden und Südosten, Saint-Valérien im Süden und Südwesten sowie Dollot im Westen und Südwesten.

## Bevölkerungsentwicklung
| Jahr                      | 1881 | 1962 | 1968 | 1975 | 1982 | 1990 | 1999 | 2006 | 2013 |
| Einwohner                 | 477  | 275  | 282  | 544  | 353  | 434  | 496  | 633  | 793  |
| Quelle: Cassini und INSEE |      |      |      |      |      |      |      |      |      |

## Sehenswürdigkeiten
- Kirche La Nativité-de-la-Vierge, seit 1995 Monument historique

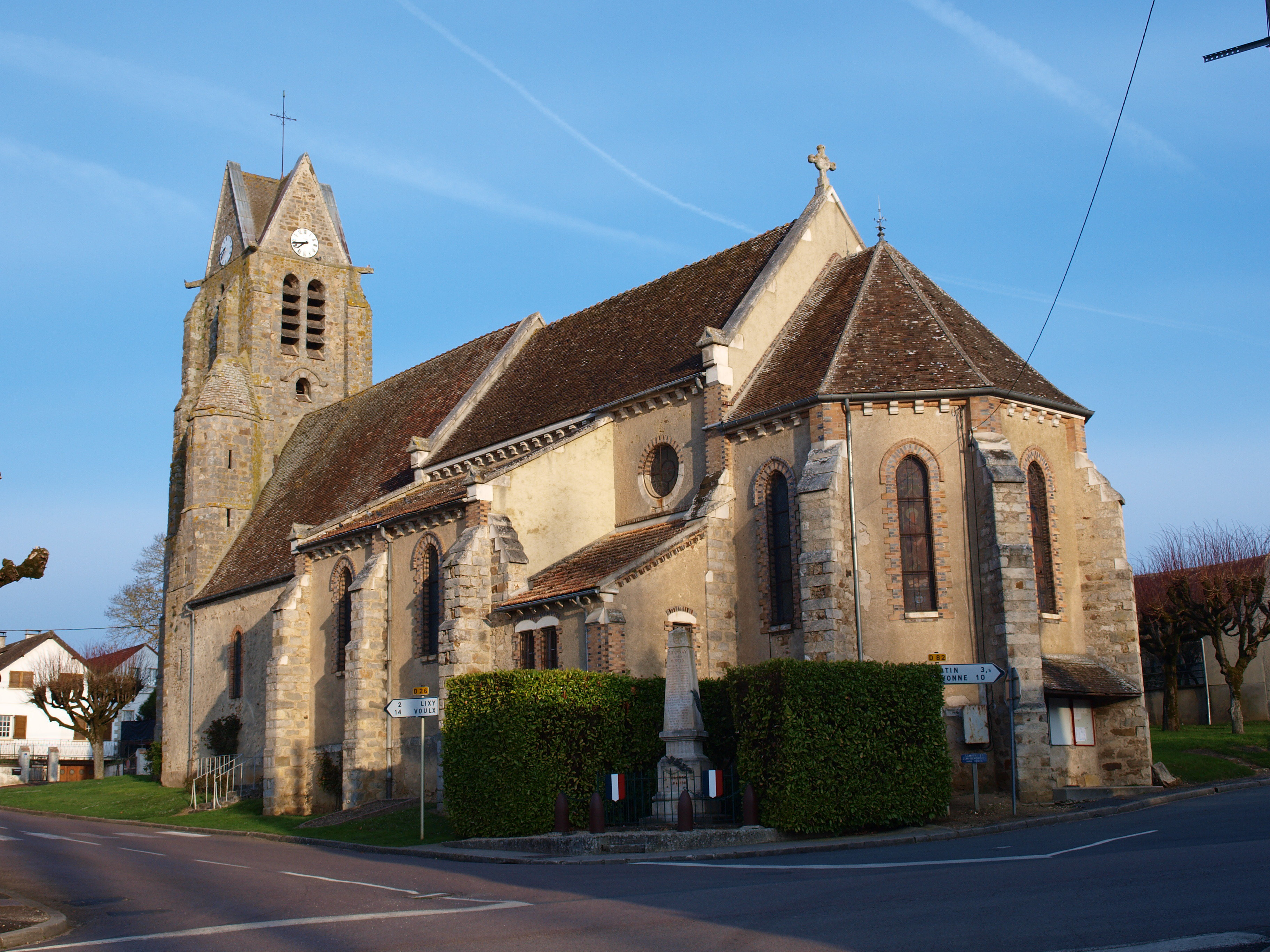
Kirche La Nativité-de-la-Vierge